# Primeiro-ministro da Coreia do Sul
O primeiro-ministro da República da Coreia (hangul: 국무총리; hanja: 國務總理; rr: Gukmu Chongni) é o vice-chefe de governo e ocupa o segundo cargo político mais alto da Coreia do Sul. O primeiro-ministro é nomeado pelo presidente da República da Coreia, com a aprovação da Assembleia Nacional. Embora possa ser membro da Assembleia Nacional, isso não é um requisito para ocupar o cargo.
Diferentemente de primeiros-ministros em democracias parlamentares, o primeiro-ministro da Coreia do Sul não é o chefe de governo, pois o presidente exerce tanto a função de chefe de Estado quanto de chefe de governo. Assim, o primeiro-ministro atua como principal assistente executivo do presidente e ocupa o primeiro lugar na linha de sucessão, assumindo a presidência interinamente em caso de destituição ou incapacitação do presidente.
O atual primeiro-ministro interino é Kim Min-seok, que assumiu o cargo em 3 de julho de 2025. Após o impeachment de Han Duck-soo em 27 de dezembro de 2024, o vice-primeiro-ministro e ministro das Finanças, Choi Sang-mok, ocupou brevemente o cargo de primeiro-ministro interino antes de ser restabelecido pelo Tribunal Constitucional da Coreia em 25 de março de 2025.

## Nomenclatura
A palavra sino-coreana gugmu (국무/國務) significa "assuntos do estado" e chongni (총리/總理) significa "primeiro-ministro", "premiê" ou "chanceler", portanto, o título completo em coreano significa literalmente "Primeiro-ministro para Assuntos de Estado". O título abreviado em coreano é simplesmente Chongni.

## História
O cargo foi criado em 31 de julho de 1948, duas semanas antes da fundação do governo da Coreia do Sul, e foi ocupado por Lee Beom-seok até 1950. Durante a Segunda República, foi estabelecido um sistema parlamentarista, tornando o primeiro-ministro a posição mais poderosa, enquanto o presidente foi reduzido a uma figura simbólica. Chang Myon foi o único primeiro-ministro da Segunda República até o golpe militar de 1961. O cargo foi denominado Ministro-Chefe do Gabinete entre 1961 e 1963.
Em 27 de abril de 2014, o primeiro-ministro Chung Hong-won anunciou sua intenção de renunciar. No entanto, devido a nomeações malsucedidas, ele permaneceu no cargo até fevereiro de 2015.
Em 23 de janeiro de 2015, a presidente Park Geun-hye nomeou o líder do partido Saenuri, Lee Wan-koo, como novo primeiro-ministro. Lee foi confirmado pela Assembleia Nacional em 16 de fevereiro de 2015. No entanto, em 20 de abril do mesmo ano, ele apresentou sua renúncia à presidente em meio a um escândalo de suborno.

## Funções
O primeiro-ministro é o principal assistente executivo do presidente, auxiliando na supervisão dos ministérios e coordenando políticas nacionais, conforme estabelecido no Artigo 86, parágrafo 2, da Constituição da Coreia do Sul. O primeiro-ministro ocupa a segunda posição depois do presidente no Conselho de Estado da Coreia do Sul, que é o gabinete nominal do país. Ele auxilia o presidente na supervisão dos ministérios, faz recomendações para a nomeação de ministros e atua como vice-presidente do Gabinete. O primeiro-ministro é o primeiro na linha de sucessão para exercer as funções presidenciais como presidente interino, caso o presidente não possa desempenhar suas funções. O mais recente primeiro-ministro a atuar como presidente interino foi Han Duck-soo, durante a suspensão de Yoon Suk-yeol devido ao seu impeachment em 14 de dezembro de 2024. O papel do primeiro-ministro na Coreia do Sul é mais semelhante ao de um vice-chefe de governo, com responsabilidades executivas, do que ao de primeiros-ministros de democracias parlamentares.
Um primeiro-ministro nomeado pelo presidente, mas ainda não confirmado pela Assembleia Nacional, é informalmente chamado de primeiro-ministro interino. O termo também pode ser aplicado a um primeiro-ministro que renunciou, mas nesse ínterim permanece no cargo em um papel interino.
O primeiro-ministro é auxiliado por dois vice-primeiros-ministros, um dos quais assume o cargo em caso de impeachment. Diferentemente do presidente, que é sempre um político de carreira, o primeiro-ministro pode ter formação técnica ou profissional em determinadas áreas.

## Destituição
O procedimento de impeachment está estabelecido na décima Constituição da Coreia do Sul, de 1987. Segundo o Artigo 65, Cláusula 1, se o presidente, primeiro-ministro ou outros membros do Conselho de Estado violarem a Constituição ou outras leis no exercício de suas funções, a Assembleia Nacional pode impedi-los.
A Cláusula 2 determina que uma moção de impeachment deve ser proposta por um terço e aprovada pela maioria dos membros da Assembleia Nacional para ser validada. O artigo também estabelece que qualquer pessoa contra a qual um processo de impeachment tenha sido instaurado será suspensa de suas funções até que o julgamento seja concluído pelo Tribunal Constitucional da Coreia do Sul. A decisão de impeachment não pode ir além da destituição do cargo público, mas não isenta o acusado de responsabilidade civil ou criminal por suas infrações.
De acordo com o Ato nº 4017 do Tribunal Constitucional de 1988, o Tribunal Constitucional deve tomar uma decisão final dentro de 180 dias após receber qualquer caso para julgamento, incluindo processos de impeachment. Se o réu já tiver deixado o cargo antes da decisão final, o caso é arquivado.

## Gabinete do Primeiro Ministro
O Gabinete do Primeiro-Ministro é composto por duas organizações: o Escritório de Coordenação de Políticas Governamentais e a Secretaria do Primeiro-Ministro, que são liderados, respectivamente, por um ministro em nível ministerial responsável pela coordenação de políticas governamentais e um chefe de gabinete em nível vice-ministerial.
Escritório de Coordenação de Políticas Governamentais auxilia o primeiro-ministro com:
- Diversas tarefas, sendo responsável por dirigir, ajustar e supervisionar as autoridades administrativas centrais subordinadas ao Gabinete do Primeiro-Ministro;
- Planejamento e ajuste de políticas nacionais essenciais;
- Gestão, análise e avaliação de políticas relacionadas a riscos sociais, conflitos e questões pendentes;
- Implementação de reformas regulatórias;

- Outras funções especificamente delegadas pelo primeiro-ministro.

Secretariado do Primeiro-Ministro auxilia o primeiro-ministro com:
- Atividades relacionadas à Assembleia Nacional, sendo responsável pela colaboração entre o poder executivo e o partido majoritário no legislativo;
- Prestação de assessoria ao primeiro-ministro sobre assuntos de Estado;
- Questões relacionadas a informações e situações-chave, tanto nacionais quanto internacionais;
- Gestão e arbitragem de reclamações da sociedade civil;
- Apoio e cooperação com grupos da sociedade civil;
- Promoção das atividades do primeiro-ministro em relação aos assuntos de Estado;
- Redação de discursos e declarações do primeiro-ministro;
- Apoio à promoção das atividades do Escritório de Coordenação de Políticas Governamentais;
- Protocolos e escolta armada do primeiro-ministro, bem como recepção de autoridades e convidados VIP;
- Manutenção da residência oficial do primeiro-ministro;
- Outras atribuições conforme instruções do primeiro-ministro.

## Privilégios

### Residência
A residência do primeiro-ministro é Chongni Gonggwan. É de propriedade e operado pelo governo sul-coreano, e tem servido como residência do primeiro-ministro desde o início da década de 1990, após a conclusão da construção, que foi finalizada aproximadamente na mesma época que a Casa Azul.

### Salário
O primeiro-ministro tem um salário de US$ 163.000, conforme estabelecido pela Assembleia Nacional, juntamente com uma pensão vitalícia que é sempre concedida aos ex-primeiros-ministros.

### Benefícios pós-mandato
Todos os ex-primeiros-ministros recebem uma pensão vitalícia e um serviço de proteção fornecido pelo Serviço de Segurança Presidencial. No entanto, a proteção não é obrigatória e pode ser recusada, caso desejem. Tradicionalmente, quando um ex-primeiro-ministro falece, é realizado um funeral de Estado, permitindo que o público e autoridades governamentais, tanto atuais quanto passadas, prestem suas homenagens.